# Column Rock
Der Column Rock (englisch für ‚Säulenfelsen‘; in Argentinien Roca Faro, spanisch für ‚Leuchtturmfelsen‘) ist eine Klippe vor der Nordküste der Trinity-Halbinsel im Norden des Grahamlands auf der Antarktischen Halbinsel. Er liegt 1,5 km nördlich der Gourdin-Insel.
Seine deskriptive Namen erhielt der Felsen durch Teilnehmer einer von 1952 bis 1953 dauernden argentinischen Antarktisexpedition bzw. am 12. August 1964 durch das UK Antarctic Place-Names Committee.